# Последний Вермеер
«Последний Вермеер» (англ. The Last Vermeer) — художественный фильм режиссёра Дэна Фридкина, по сценарию Джона Орлоффа, Марка Фергюса и Хоука Отсби. Фильм снят по роману Джонатана Лопеса «Человек, который сделал Вермееров» 2008 года. В главных ролях Гай Пирс и Клас Банг.
Мировая премьера фильма состоялась на кинофестивале в Теллурайде  31 августа 2019 года, а 20 ноября 2020 года фильм был выпущен в прокат в США компанией Sony Pictures Releasing.

## Сюжет
Джозеф Пиллер, бывший боец сопротивления по заданию союзников, исследует художественную галерею в Нидерландах вскоре после Второй мировой войны, предполагая, что она является прикрытием для немецкой шпионской сети. Он отслеживает продажу картины Вермеера во время войны Герману Герингу и в процессе работы сталкивается с Ханом Ван Мегереном, которого посещает в его роскошном доме.
Вскоре после этого ван Мегерен попадает в тюрьму, общественность возбуждена: они считают его коллаборационистом и хотели бы его казни, поэтому Пиллер забирает его из тюрьмы и прячет на чердаке. Ван Мегерен обещает Пиллеру ответить на все его вопросы, если тот разрешит ему рисовать. Несмотря на растущие доказательства, Пиллер убеждается в невиновности Ван Мегерена и борется за спасение жизни человека с загадочным прошлым.
Затем следует суд, Ван Мегерен признаётся, что не сотрудничал с нацистами, а обманывал их: его Вермееры были подделками. В итоге Хан Ван Мегерен приговорен к одному году тюремного заключения за подлог и мошенничество.

## В ролях
| Актёр           | Роль                  |
| --------------- | --------------------- |
| Гай Пирс        | Хан Ван Мегерен       |
| Клас Банг       | Капитан Джозеф Пиллер |
| Вики Крипс      | Минна Хольберг        |
| Роланд Меллер   | Эспер Вессер          |
| Август Диль     | Алекс Де Клерк        |
| Оливия Грант    | Кутье Хеннинг         |
| Адриан Скарборо | Дирк Ханнема          |

## Производство
25 апреля 2018 года стало известно, что кинокомпания Imperative Entertainment начала производство фильма «Лирберд», режиссёрское кресло занял Дэн Фридкин, продюсером стал Ридли Скотт, а сценарий написали Джеймс Макги, Марк Фергюс и Хок Остби.

## Прием критиков
Согласно агрегатору рецензий Rotten Tomatoes, фильм имеет рейтинг 70 % на основе 67 рецензий со средней оценкой 6,5 из 10. На Metacritic фильм имеет средневзвешенную оценку 56 из 100, основанную на 15 отзывах, что указывает на «смешанные или средние отзывы». Зрители, опрошенные PostTrak, дали фильму в среднем 4 звезды из 5.
Сборы
В первые выходные фильм собрал 225 тысяч долларов в 912 кинотеатрах.